# Frontière entre Israël et la Jordanie
 (janvier 2024).
Si vous disposez d'ouvrages ou d'articles de référence ou si vous connaissez des sites web de qualité traitant du thème abordé ici, merci de compléter l'article en donnant les références utiles à sa vérifiabilité et en les liant à la section « Notes et références ».

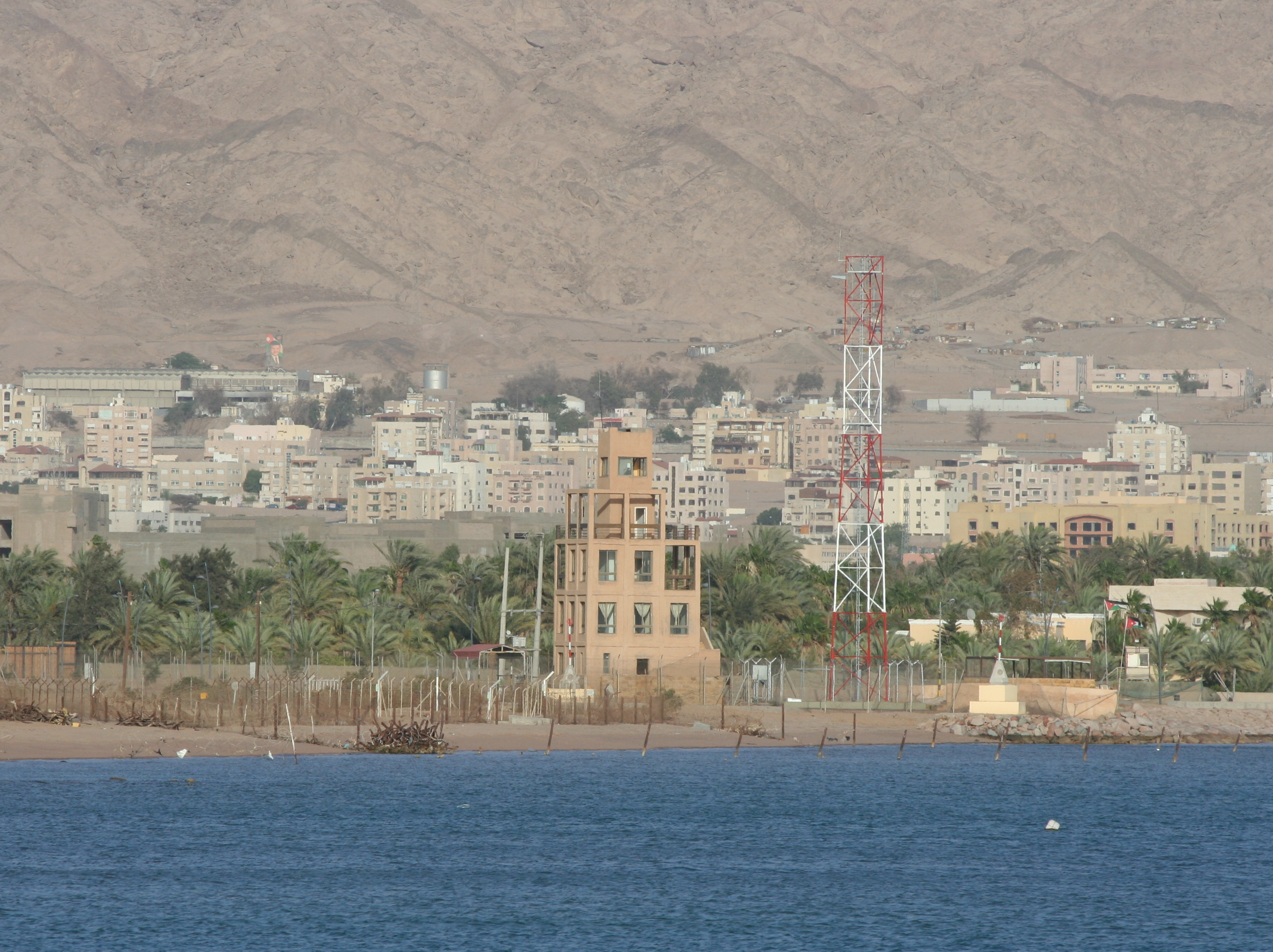
Un poste jordanien à la frontière près d'Aqaba en 2013.

La frontière entre Israël et la Jordanie est une frontière longue de 482 km qui se partage en deux sections :
- au nord, elle suit les derniers kilomètres du cours du Yarmouk jusqu'à sa confluence avec le Jourdain, puis longe le parcours de ce fleuve sur une vingtaine de kilomètres jusqu'au tripoint formé avec la frontière entre la Cisjordanie et Israël dans la vallée du Jourdain.
- au sud, la frontière recommence à un nouveau tripoint formé avec la frontière entre la Cisjordanie et Israël au milieu de la mer Morte en suivant la vallée de l'Arabah jusqu'au golfe d'Aqaba.

Ce tracé est fixé depuis le traité de paix israélo-jordanien de 1994 qui prend pour référence le cours du Jourdain.

## Points de passage
Il existe trois points de passage entre les deux pays:
1. le poste frontière Sheikh Hussein/ Jourdain
2. le poste du pont Allenby (pour les Jordaniens « pont du Roi Hussein »), situé près de Jéricho entre Jérusalem (à 25 km) et Amman (à 35 km)
3. le poste Wadi Araba / Yitzhak Rabin.

## Cas de la Cisjordanie et la «Ligne verte»
La portion frontalière sur le Jourdain et la mer Morte, située entre les sections précédemment citées (c’est-à-dire entre les localités de Ein Gedi et Beit She'an) n'a pas été fixée car la Jordanie qui, jusqu’en juillet 1988 exerçait en théorie sa souveraineté sur les territoires situés à l'ouest du fleuve et appelés jusqu'alors Cisjordanie (c'est-à-dire « en deçà du Jourdain »). Amman, comme la quasi-totalité des capitales arabes, désirant que les palestiniens exercent la gestion exclusive sur ces territoires, a souhaité que l’Autorité palestinienne soit la seule interlocutrice pour d’éventuelles discussions sur cette portion de la frontière.
Auparavant, le « Royaume hachémite de Transjordanie » avait occupé et annexé la Cisjordanie de 1949 à 1967, à la suite des accords d'armistice israélo-arabes de 1949 signés à l'issue de la guerre de 1948. La Ligne verte, constituant l’ancien front devenue alors ligne d’armistice, sépara la Cisjordanie du territoire israélien et passait par Jérusalem qui se retrouva alors coupée en deux :
- à Israël : Jérusalem-ouest, comportant l'enclave du Mont Scopus;
- à la Jordanie : Jérusalem-Est avec la Vieille ville.

En 1967, la Guerre des Six Jours donne aux Israéliens l’occasion d’envahir totalement la Cisjordanie. Depuis cette date, et ce, jusqu’à la signature des Accords d'Oslo en 1993, l’État hébreu contrôlait la totalité des territoires à l’ouest du Jourdain.
Aujourd'hui, l’ancienne « Ligne verte » constitue un enjeu très sensible dans les négociations entre Israël et Palestiniens (notamment avec l'Autorité palestinienne), les Israéliens considérant que le « Grand Jérusalem » (est et ouest) doit rester unifié depuis le vote de la Loi de Jérusalem en 1980, proclamant la ville sainte comme capitale « une et indivisible » de l'État hébreu.
De plus, la construction de la barrière de séparation depuis le début des années 2000, fait craindre aux Palestiniens une modification unilatérale à leurs dépens de cette ligne de démarcation. En effet, le tracé de la barrière empiète parfois de plusieurs kilomètres à l'intérieur même de la Cisjordanie.

## Cas du Golan
C'est également depuis la Guerre des Six Jours, que Tsahal occupe le plateau du Golan, pris à la Syrie, et qu'Israël a annexé unilatéralement à son territoire en 1981. La limite sud de celui-ci, qui longe le Yarmourk et constituait une partie de la Frontière entre la Jordanie et la Syrie, est donc devenue de facto une frontière israélo-jordanienne.